# Michael Dudikoff
Michael Dudikoff, właśc. Michael Joseph Stephen Dudikoff II (ur. 8 października 1954 w Redondo Beach) – amerykański aktor i producent filmowy. Odtwórca roli szeregowego Joego Armstronga w filmie Amerykański ninja (1985).

## Życiorys

### Wczesne lata
Urodził się w Redondo Beach jako syn Rity T. (z domu Girardin) i Michaela Josepha Dudikoffa. Jego ojciec urodził się w Nowym Jorku jako dziecko rosyjskich imigrantów, a jego matka była pochodzenia francusko-kanadyjskiego. Wychowywał się w Torrance w Kalifornii. W dzieciństwie cierpiał na astmę. Jego pasją stał się surfing, brał udział w maratonach pływackich, biegach na wytrzymałość i trenował walki wschodnie. Po ukończeniu Redondo Union High School i West Torrance High School w Torrance, studiował psychologię dziecięcą w Harbor College. Pracował w zakładzie wychowawczym jako psycholog, gdzie w 1975 łowca talentów namówił go do udziału w reklamie firmy Adidas. To obudziło w nim ambicje aktorskie. Trenował karate, aikido, judo i brazylijskie jiu-jitsu pod kierunkiem Roriona Gracie.

### Kariera
W nadziei na występ na większym ekranie przeniósł się w 1978 do Hollywood. Znalazł agenta w Mary Webb Davis Agency w Los Angeles i rozpoczął pracę jako model reklamujący wyroby Calvina Kleina, Coca-Colę i „GQ”. Zaczął od małych ról w operze mydlanej CBS Dallas (1978), sitcomach ABC – fantasy Poza błękit (Out of the Blue, 1979) i familijnym Szczęśliwe dni (Happy Days, 1979, 1980).
Zadebiutował na kinowym ekranie w czarnej komedii Czarny marmur (The Black Marble, 1980). Trzy lata później pojawił się jako mężczyzna przy barze w kontrowersyjnym i ocenzurowanym dramacie Arthura Hillera Kochać się (Making Love, 1982) u boku Michaela Ontkeana, Kate Jackson i Harry’ego Hamlina oraz zagrał nieco większą rolę poborowego, jednego z komputerowych wojowników w filmie sci-fi TRON (1982) z Jeffem Bridgesem i Bruce’em Boxleitnerem. Lepiej wiodło mu się jednak w telewizji dzięki dramatowi ABC Najlepsza mała dziewczynka w świecie (The Best Little Girl in the World, 1981) z Jennifer Jason Leigh. Od 30 września do 9 grudnia 1982 występował jako Douggie Krebs, starszy syn, wyjątkowo tępy sportowiec, zajęty chęcią gry w piłkę nożną w sitcomie ABC Gwiazda rodziny (Star of the Family) z Brianem Dennehy. W sequelu miniserialu ABC – ekranizacji powieści Johna Jakesa Północ – Południe II (North and South, Book II, 1986) został obsadzony w roli podporucznika Rudy’ego Bodforda.

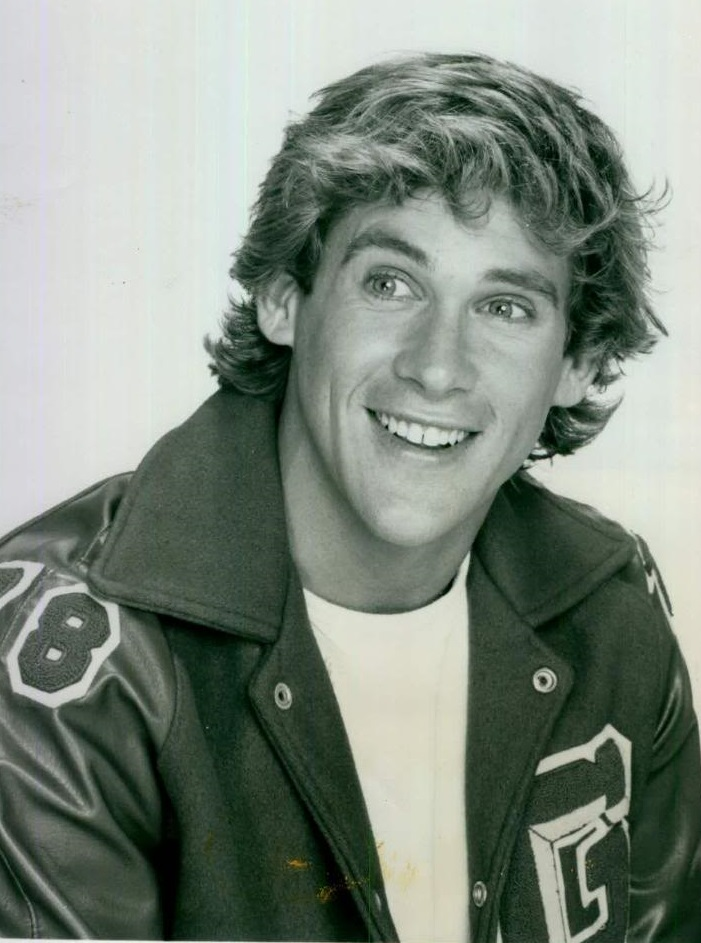
Dudikoff jako Douggie Krebs w Star of the Family (1982)

Przełom w karierze przyniosła kreacja Joego Armstronga, świetnie wyszkolonego w sztuce ninjutsu, który rozwiązuje zagadkę tajemniczych napadów wojowników ninja na wojskowe konwoje, przeciwstawiającego się skorumpowanym oficerom w mocnym i dynamicznym sensacyjnym filmie sztuk walki Sama Firstenberga Amerykański wojownik (American Ninja, 1985), gdzie zaimponował w scenach walk we wschodnim stylu. Sukces sprawił, że wcielał się w tę postać jeszcze dwukrotnie w sequelach Cannon Films: Amerykański ninja 2: Konfrontacja (American Ninja 2: The Confrontation, 1987) i Amerykański ninja 4: Unicestwienie (American Ninja 4: The Annihilation, 1990). 
Zagrał asystenta Blastera (Reb Brown) w czarnej komedii Teda Kotcheffa Niespotykane męstwo (Uncommon Valor, 1983) o wojnie w Wietnamie, Marlowe’a Hammera (nazwisko postaci nawiązuje do Philipa Marlowe’a w hołdzie złożonym ikonie kryminału Raymonda Chandlera), który spędził 15 lat w schronie przeciwatomowym–pułapce, w 2010 wydostaje się na wolność w postapokaliptycznej komedii fantastycznonaukowej Alberta Pyuna Radioaktywne sny (Radioactive Dreams, 1985), kapitana Matta Huntera, byłego pracownika wywiadu wojskowego, który zrezygnował ze stanowiska, aby po śmierci rodziców zająć się siostrą w dreszczowcu Sama Firstenberga Siła pomsty (Avenging Force, 1986), porucznika Jeffreya Knighta w dramacie wojennym Aarona Norrisa Dowódca plutonu (Platoon Leader, 1988) o wojnie w Wietnamie, poszukiwacza przygód Johna Hamiltona w przygodowym dramacie sensacyjnym Steve’a Carvera Rzeka śmierci (River of Death, 1989) na podstawie powieści Alistaira MacLeana, generała Lee w komedii wojennej Rogera Spottiswoode’a Air America (1990), Lawsona – pogromcę wrednych autostopowiczów w dreszczowcu slasherze Nocna przejażdżka (Midnight Ride, 1990), dzielnego żołnierza pułkownika Douga Matthewsa w dramacie kryminalnym Teda Posta Ludzka tarcza (The Human Shield, 1992) o wojnie iracko-irańskiej, szalonego straceńca Daniela „Maca” MacDonalda w komedii sensacyjnej Na pomoc (Rescue Me, 1992), agenta antyterrorystycznego Merrilla Rossa w czarnej komedii Łańcuch poleceń (Chain of Command, 1994), policjanta Nicka Jamesa w dramacie fantastycznonaukowym Żołnierze zagłady (Cyberjack, 1995), dowódcę United States Navy SEALs Jamesa Cartera w dramacie sensacyjnym Andrew Stevensa Nuklearny szantaż (Crash Dive, 1996), kowboja Michaela Athertona w westernie Freda Olena Raya Rewolwerowiec (The Shooter, 1997), byłego oficera United States Marine Corps dr Ricka Hardinga, pracującego w FBI jako naukowiec broni chemicznej w dramacie sensacyjnym Rozkaz – Unicestwić (Strategic Command, 1997), testowego pilota i eksperta od lotów próbnych Vince’a Connersa w filmie akcji Czarny grom (Black Thunder, 1998) i Rusty’ego w komedii Jerry’ego Springera Nic do ukrycia (Ringmaster, 1998). 
W telewizyjnym dreszczowcu ABC Kobieta, która zgrzeszyła (The Woman Who Sinned, 1991) z Susan Lucci wcielił się w postać psychopatycznego fotografa Evana Gannsa. Od 16 września 1993 do 13 maja 1994 grał postać Roberta „Scandala” Jacksona w sensacyjnym serialu przygodowym Stephen J. Cannell Productions Cobra. W dreszczowcu Sidneya J. Furiego W jej obronie (In Her Defense, 1999) z Marlee Matlin został obsadzony w roli prawnika Andrew Garfielda, który musi bronić nie słyszącą kochankę, oskarżoną o morderstwo męża, które sam popełnił. Za rolę Pana Lindbergha w dreszczowcu psychologicznym fantasy Wysypisko śmieci (Landfill, 2021) otrzymał nagrodę lutową dla najlepszego aktora drugoplanowego na Hollywood Blood Horror Festival w Los Angeles.

## Życie prywatne
18 września 2004 zawarł związek małżeński z Belle, z którą ma troje dzieci.

## Filmografia

### Filmy
- 1980: Czarny marmur (The Black Marble) jako osobisty pomocnik Millie
- 1981: Najlepsza mała dziewczynka w świecie (The Best Little Girl in the World) jako Willard
- 1982: Kochać się (Making Love) jako młodzieniec w barze
- 1982: Chcę być gwiazdą filmową (I Ought to Be in Pictures) jako chłopak w autobusie
- 1982: TRON jako komputerowy wojownik
- 1983: Niespotykane męstwo (Uncommon Valor) jako asystent Blastera
- 1984: Wieczór kawalerski (Bachelor Party) jako Ryko
- 1985: Radioaktywne sny (Radioactive Dreams) jako Marlowe Hammer
- 1985: Amerykański wojownik (American Ninja) jako sierżant Joe Armstrong
- 1986: Siła pomsty (Avenging Force) jako kapitan Matt Hunter
- 1987: Amerykański ninja 2: Konfrontacja (American Ninja 2: The Confrontation) jako sierżant Joe Armstrong
- 1988: Dowódca plutonu (Platoon Leader) jako porucznik Jeff Knight
- 1989: Rzeka śmierci (River of Death) jako John Hamilton
- 1990: Nocna przejażdżka (Midnight Ride) jako Lawson
- 1990: Amerykański ninja 4: Unicestwienie (American Ninja 4: The Annihilation) jako Joe Armstrong
- 1991: Ludzka tarcza (The Human Shield) jako Doug Matthews
- 1991: Kobieta, która zgrzeszyła (The Woman Who Sinned) jako Evan Ganns
- 1992: Na ratunek (Rescue Me) jako Daniel 'Mac' MacDonald
- 1994: Łańcuch poleceń (Chain of Command) jako Merrill Ross
- 1995: Żołnierze zagłady (Cyberjack) jako Nick James
- 1995: Następcy parszywej dwunastki (Soldier Boyz) jako major Howard Toliver
- 1996: Łowcy nagród (Bounty Hunters) jako Jersey Bellini
- 1997: Ruchomy cel (Moving Target) jako Sonny
- 1997: Grupa specjalna (Strategic Command) jako dr Rick Harding
- 1997: Nuklearny szantaż (Crash Dive) jako James Carter
- 1997: Łowcy nagród II (Bounty Hunters 2: Hardball) jako Jersey Bellini
- 1997: Rewolwerowiec (The Shooter) jako Michael Atherton
- 1998: Kryptonim "Freedom Strike" (Freedom Strike) jako Tom Dickson
- 1998: Czarny grom (Black Thunder) jako Vince Conners
- 1998: Odpowiedź (Counter Measures) jako kapitan Jake Fuller
- 1998: Nic do ukrycia (Ringmaster) jako Rusty
- 1998: Klub muszkieterów (Musketeers Forever) jako D’Artagnan
- 1999: W jej obronie (In Her Defense) jako Andrew Garfield
- 1999: Zabójcze wspomnienia (Fugitive Mind) jako Robert Dean
- 2000: Podwójne zabezpieczenie (The Silencer) jako Quinn Simmons / Jared
- 2001: Podpalacz (Ablaze) jako Daniels
- 2002: Śmiertelna gra (Gale Force)
- 2002: Tajemnice Armii (Quicksand) jako Bill Turner
- 2002: Stacja kosmiczna 'Avna' (Stranded) jako Ed Carpenter
- 2015: Navy Seals kontra zombie (Navy Seals vs. Zombies) jako komendant porucznik Sheer
- 2015: The Bouncer jako Samuel James
- 2018: Fury of the Fist and the Golden Fleece jako Superboss

### Seriale
- 1978: Dallas jako Joe Newcomb
- 1979: Poza błękit (Out of the Blue) jako Lenny
- 1979-1980: Happy Days jako Jason/Jim
- 1982: Gwiazda rodziny (Star of the Family) jako Douggie Krebs
- 1983: Gimme a Break! jako Greg Hartman
- 1986: Północ – Południe II (North and South, Book II) jako podporucznik Rudy Bodford
- 1994: Historias de la puta mili
- 1993-94: Kobra (Cobra) jako Robert „Scandal” Jackson Jr.
- 2013: Zombie Break Room jako Tank Dempsey
- 2019: Green Valley jako wujek Rik